# Neuropathie
Neuropathie (von griechisch neuron „Nerv“) oder Nervenkrankheit ist ein Sammelbegriff für viele Erkrankungen des peripheren Nervensystems, wie er sich rein symptomatisch vor allem bei den Polyneuropathien eingebürgert hat. Aber auch bei zentralen Erkrankungen des Nervensystems, wie etwa bei konstitutionell verankerter Neigung zu vegetativen Funktionsstörungen, wird der Begriff verwendet, so u. a. in der Pädiatrie. Historisch war dieser Begriff auch für die Neurose und Neurasthenie üblich. Primäre Erkrankungen der peripheren Nerven sind eher selten. Neuropathien als sekundäre Folge anderer Erkrankungen (z. B. Diabetes mellitus) oder neurotoxischer Substanzen (z. B. Alkohol) sind jedoch häufig.
Bei der Polyneuropathie sind mehrere Nerven, bei der Mononeuropathie bzw. Neuralgie ist nur ein Nerv des peripheren Nervensystems betroffen.

## Ätiologie der primären Neuropathien
Primäre, d. h. vom Nerven selbst ausgehende, Erkrankungen sind in der Regel vererbt.
Folgende Erkrankungen fallen darunter:
- Hereditäre motorisch-sensible Neuropathien (HMSN I-VII)
- Hereditäre sensorische Neuropathien (HSN)
- Hereditäre sensorisch-autonome Neuropathien (HSAN I-V)[3]
- Hereditäre motorische Neuropathien (HMN I-V)
- Hereditäre motorische Neuropathien (HMN V-X)
- Hereditäre Neuropathie mit Neigung zu Druckläsionen (HNPP)

Es werden konstitutionell bedingte funktionelle Symptome in der Kinderheilkunde mit vegetativer Symptomatik als Neuropathien bezeichnet, die mit Trinkfaulheit, gewohnheitsmäßigem Erbrechen, Störungen der Darmentleerung, Schwitzen, Neigung zu Temperaturanstieg etc. einhergehen. Dabei wird eine erhöhte Reizempfindlichkeit mit überschießender Reizbeantwortung angenommen.

## Ätiologie der sekundären Neuropathien
Sekundäre Schäden der peripheren Nerven (Polyneuritiden) sind meist auf Beeinträchtigungen des neuronalen bzw. axonalen Stoffwechsels oder auf entzündliche bzw. autoimmunologische Vorgänge zurückzuführen:

### Entzündliche Erkrankungen
Zu dieser Gruppe gehören v. a. Erreger-bedingte Erkrankungen. So kommt es bei Infektionen
durch Varizellen, Mycobacterium leprae und Borrelia burgdorferi zu einer Infektion des peripheren Nerven bzw. des Neurons. Das körpereigene Immunsystem versucht, die Erreger zu eliminieren, und zerstört dadurch in der Regel das Neuron bzw. die Myelinscheide.

### Autoimmunologische Erkrankungen
In dieser Gruppe ist v. a. das Guillain-Barré-Syndrom zu nennen. Bei den autoimmunologischen Erkrankungen kommt es zum Angriff des Immunsystems auf die körpereigenen Bestandteile, hier eben den
Nerven bzw. die Myelinscheiden. Ursächlich wird heute angenommen, dass im Vorfeld der Erkrankung eine Infektion durch einen Erreger stattgefunden hat, gegen den das Immunsystem kreuzreagierende, d. h. auch körpereigene Zellen angreifende Abwehrstoffe bildet. Speziell Campylobacter jejuni scheint mit Gangliosiden des Myelins kreuzreagierende Antikörper zu induzieren. Betroffen ist meist nur die Myelinscheide, so dass in den Neurografien v. a. eine Verminderung der Nervenleitgeschwindigkeit zu finden ist. Klinisch finden sich beim Guillain-Barré-Syndrom v. a. schlaffe Lähmungen, die jedoch reversibel sind. Gefährlich ist jedoch, dass die Erkrankung auch die Zwerchfell versorgenden Nerven (Nervus phrenicus) betreffen kann. Sind bei einem Guillain-Barré-Syndrom v. a. die Hirnnerven betroffen, so spricht man auch von dem Miller-Fisher-Syndrom.
Eine Untergruppe der HIV-positiven Patienten entwickelt eine Immunkomplex-vermittelte periphere Neuropathie. Die Arbeitsgruppe um Robert Miller / San Francisco beschrieb bereits 1988 vier Varianten klinisch zu differenzierender Krankheitsbilder der HIV-Neuropathie:
1. distale sensomotorische Polyneuropathie,
2. chronisch entzündliche demyelisierende Polyneuroradikulitis,
3. Mononeuropathie mulitplex,
4. progressive Polyradikulitis.

Es gelang der histologische Nachweis von zirkulierenden Antikörpern gegen Myelin und Therapieansätze mittels Plasmapherese.

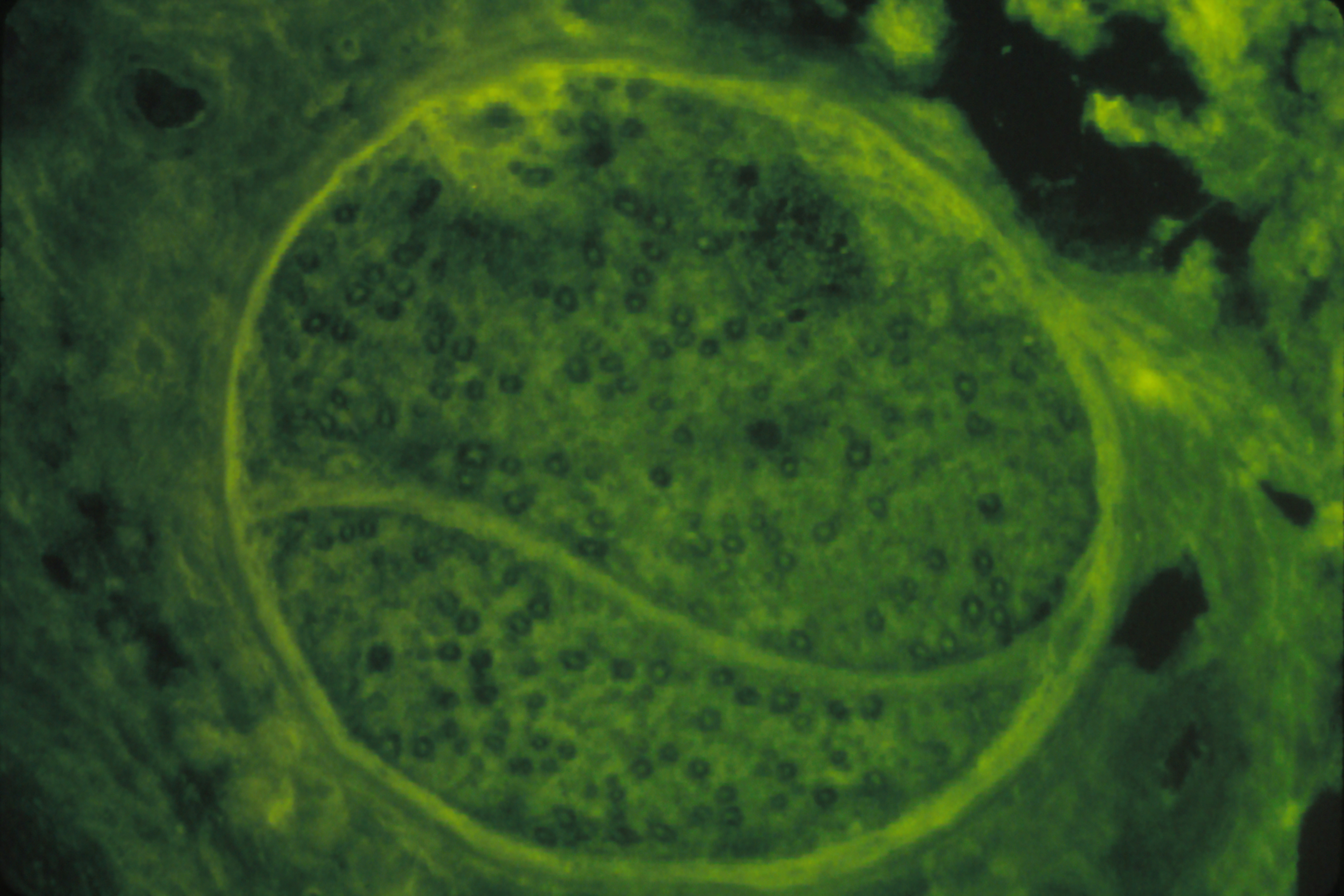
Kontrolle: Menschliches Myelin aus Nervenbiopsie incubiert im HIV negativem Blutplasma

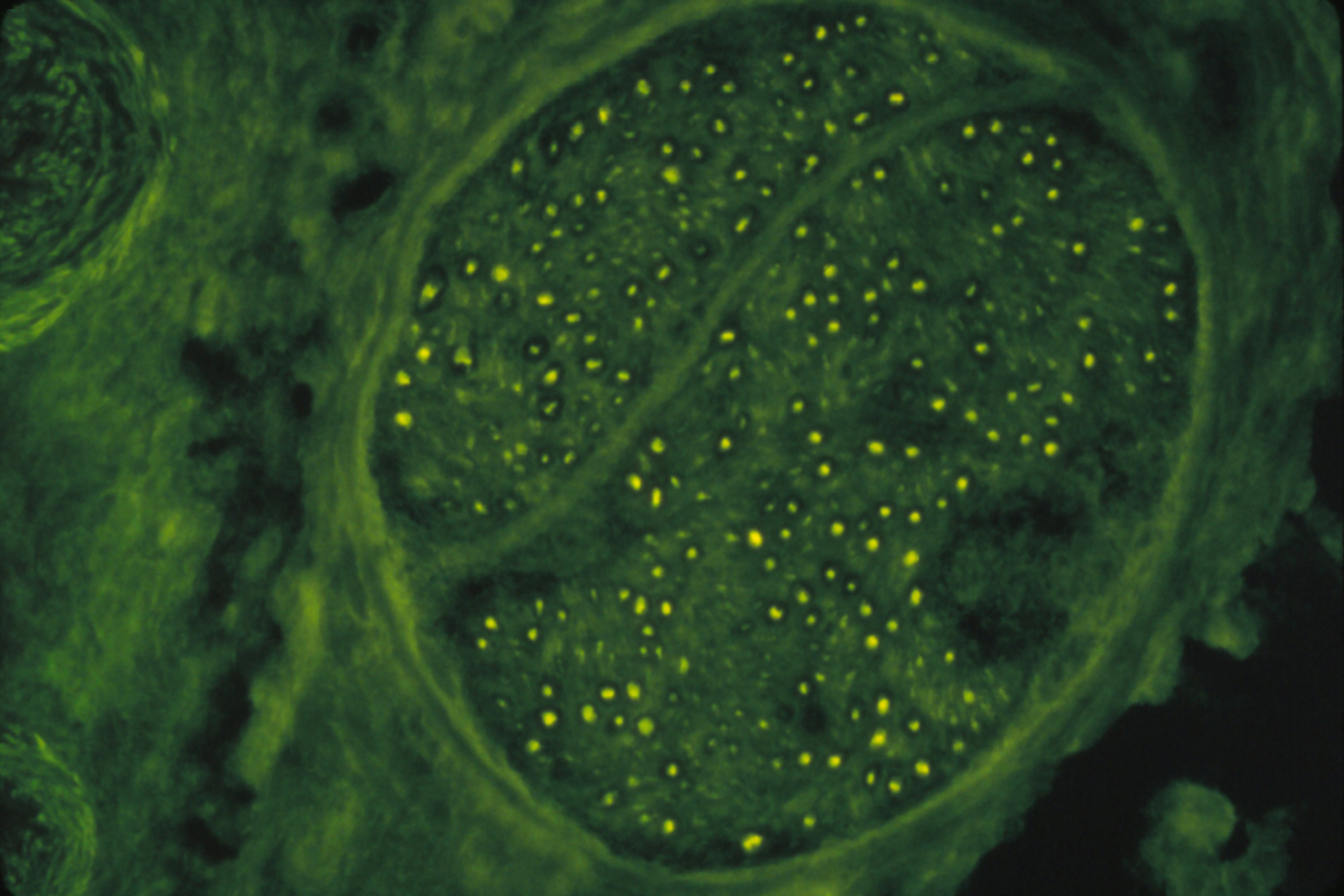
HIV-assoziierte Immunkomplex-Anlagerung an menschliches Myelin

### Metabolische Erkrankungen
Zu dieser Gruppe gehören Stoffwechselstörungen des Neurons bzw. der Myelinscheiden (Schwannsche Zellen). Als Ursache dafür kommen z. B. Darmerkrankungen, ein Diabetes mellitus, Sprue und dadurch entstehende Vitaminmangel-Zustände wie ein Thiamin-Mangel (Beriberi), Leber- und Nierenerkrankungen, das Refsum-Syndrom und Schilddrüsenstörungen infrage. Weitaus am häufigsten findet man den Diabetes mellitus als (sekundären) Auslöser oder Begleiter einer Neuropathie. Hier finden sich häufig distal betonte Polyneuropathien, aber auch eine schmerzhafte Mononeuritis multiplex. Häufig ist das autonome Nervensystem beteiligt. Daraus können vegetative Störungen resultieren.

### Neurotoxische Substanzen
Zu dieser Gruppe gehören Beeinträchtigungen des neuronalen Stoffwechsels bzw. des Stoffwechsels der Myelinscheiden durch sogenannte Neurotoxine:
- Zyklische Kohlenwasserstoffe (z. B. Benzol, Phenol) und andere Lösemittel (VOC)
- Pflanzenschutzmittel
- Mykotoxin (Schimmelpilzgifte)
- Fluorchinolon-Antibiotika[6][7]
- Chemotherapeutika
- Schwermetalle
- Methanol und Formaldehyd[8]
- Ethanol könnte einen direkt neurotoxischen Effekt haben, wobei die Abgrenzung zu den bei Alkoholikern häufigen Vitamin-Mangelzuständen schwierig ist[9]

## Lokalisation der Schädigung
- Axonopathie: Hier findet man einen Axonuntergang bei zunächst erhaltener Nervenscheide. Vermindert sich die Anzahl der Neurone, so vermindert sich das Nervensummenpotential. Diese Form der Schädigung findet sich bei vererbten, toxischen und metabolischen Neuropathien.
- Neuronopathie: Hier liegt der Ort der Schädigung im Zellkörper des Neurons (z. B. vererbte Stoffwechselerkrankungen). Die Neuronopathie zählt streng genommen nicht zu den peripheren Neuropathien.
- Demyelinisierung: Hier liegt die Schädigung nicht im Neuron, sondern in der Myelinscheide. Dadurch verringert sich die Nervenleitgeschwindigkeit. Ätiologisch finden sich häufig Stoffwechselerkrankungen und Störungen in der Synthese des Myelins.

## Folgen
Die Folgen einer Neuropathie sind unterschiedlich. Demyelinisierungen können reversibel sein und sich zurückbilden. Kommt es zur kompletten Schädigung des Neurons (z. B. traumatisch) so kommt es zur sogenannten Wallerschen Degeneration.

## Periphere Neuropathie
Erkrankungen der peripheren Nerven (periphere Neuropathien) sind häufiger als diejenigen des Zentralnervensystems.
- Anamnese: Die Patienten berichten über fehlende Wahrnehmung (Minussymptomatik) oder Gefühlsstörungen wie Kribbeln, Ameisenlaufen, Brennen (Plussymptomatik)
- Inspektion: Auffällig trockene Haut kann bei symmetrischem Befall ein Hinweis auf eine Neuropathie sein.
- Reflexprüfung des Patellarsehnen- und Achillessehnenreflex. Bei Fehlen des ASR besteht Verdacht auf eine Polyneuropathie.
- Kalt-Warm-Unterscheidung: der Patient sollte bei Berührung der Fußsohle unterscheiden können zwischen einer kalten Metallfläche von ca. 1,5 cm Durchmesser und einer gleich großen Plastikfläche.
- Sensibilitätsprüfung mit dem Monofilament nach Semmes-Weinstein: dabei handelt es sich um einen Nylonfaden, der durch Verbiegen einen definierten Druck von 0,1 Newton ausübt. Das Filament wird z. B. auf den Fußballen zwischen dem 1. und 2. Zehengrundgelenk aufgesetzt. Der Patient wird zunächst aufgefordert, die Augen zu schließen und die Lokalisation der Berührung anzugeben. Bei 5 Berührungspunkten sollten mindestens drei korrekt angegeben werden.
- Untersuchung des Vibrationsempfindens mit der Stimmgabel nach Rydel und Seiffer: Die massive Metall-Stimmgabel nach Rydel und Seiffer hat eine Frequenz von 128 Hz, die durch zwei aufschraubbare Metallblöcke auf 68 Hz reduziert ist. Auf den Metallblöcken befinden sich zwei spitzwinklige Dreiecke, die sich beim Schwingen der Gabel überschneiden und mit Hilfe einer Skala mit 8 Unterteilungen erlauben, die Stärke der Schwingung zu ermitteln, bis zu der der Patient die Vibration noch wahrnimmt. Während der Schwingung wandert ein virtuelles Dreieck von 0/8 nach 8/8. Normal ist bis zum 50. Lebensjahr über 6/8, über dem 50. Lebensjahr bis 5/8. Bei geringerer oder fehlender Wahrnehmung besteht der Verdacht einer Polyneuropathie.
- Elektroneurographie: Messung der Nervenleitgeschwindigkeit und des Nervensummenpotentials an subkutanen Nerven. Verminderung der Nervenleitgeschwindigkeit findet sich bei Erkrankungen der Myelinscheide (Demyelinisierung). Bei axonalen Schädigungsmustern verringert sich dagegen das Nervensummenpotential.
- Pathologische Diagnostik: Entnahme eines Stückes des Nervus suralis. Dieser liegt relativ oberflächlich unter der Haut des Unterschenkels und hat nach der Entnahme nur einen geringen Verlust von Sensibilität im Bereich des Unterschenkels. Untersuchungen erfolgen in der Regel am normalen Paraffin-Schnitt, an Semi-Dünnschnitten und mit Hilfe der Elektronenmikroskopie.

## Autonome Neuropathie
Die autonome Neuropathie tritt typischerweise beim Diabetes mellitus auf und betrifft das vegetative Nervensystem. Sie kann nahezu jedes Organsystem befallen und ist charakterisiert durch vielfältige Symptome. Ausgeprägte Beschwerden sind relativ selten. Sie treten oft erst nach langer Diabetesdauer auf. Zu den wichtigsten Organen mit den dazugehörigen Symptomen gehören:
- Herz-Kreislauf-System: erhöhter Ruhepuls, Schwindel und Blutdruckabfall beim Aufstehen, Herzinfarkt ohne typische Schmerzen
- Speiseröhre, Magen: Schluckstörungen, Übelkeit, Erbrechen, Völlegefühl, frühes Sättigungsgefühl nach Mahlzeiten, Unterzuckerung nach Mahlzeiten (Gastroparese)
- Dünndarm, Dickdarm: Durchfälle, besonders nachts, Verstopfung, Blähungen, Völlegefühl
- Harnwege und Geschlechtsorgane: Verspätet einsetzender Harndrang, Blasenüberfüllung, schwacher Urinstrahl, Potenzstörungen
- Hormonhaushalt: verminderte oder fehlende Wahrnehmung der Unterzuckerung (Hypoglykämiewahrnehmungsstörung)
- Schweißdrüsen: trockene, rissige Haut im Fuß-/Unterschenkelbereich, vermehrtes Schwitzen während der Mahlzeiten
- Fuß: Schwellung der Unterschenkel (neuropathisches Ödem), Fehlstellungen und Schwund der Knochen

## Befallsmuster
- Mononeuronopathie
- Polyneuropathie
- Autonome Neuropathie (s. o.)
- Mononeuritis multiplex
- Radikuloneuropathien

## Therapie der Neuropathie
Die Therapie der Neuropathien richtet sich nach der Grunderkrankung:
- Bei den angeborenen Neuropathien (s. o.) ist eine ursächliche Therapie oft nicht möglich.
- Bei einer bakteriellen Infektion als Ursache wird antibiotisch behandelt.
- Immunkomplex-vermittelte Autoimmun-Neuropathien (z. B. Guillain-Barré oder HIV-assoziierte Neuropathien) können mit Immunapherese entscheidend gebessert werden.
- Bei einer viralen Ursache ist eine ursächliche Therapie der Neuropathie meist nicht möglich.
- Bei toxischer Ursache kann das Weglassen der Noxe (z. B. Alkohol, Medikamente) zu einer Erholung der Nervenfunktion führen.
- Bei stoffwechselbedingten Neuropathien wie z. B. der diabetischen Polyneuropathie kann eine normnahe Blutzuckereinstellung zu einer Erholung der Nervenfunktion führen, manchmal kann aber nur eine weitere Verschlechterung verhindert werden.
- Bei symptomatischen Neuropathien (Brennen, Schmerzen u. a.) ist gegebenenfalls eine Therapie mit Medikamenten notwendig (z. B. Alpha-Liponsäure, Vitamine der B-Gruppe, Opioide, Opiate, Amitriptylin, Carbamazepin, Gabapentin, Pregabalin u. a.)
- Bei Neuropathien, die auf eine ursächliche Therapie nicht ansprechen, kann die Rückenmarkstimulation wirksam sein.

## Ähnliche Begriffe
- Neuralgie
- Neuritis
- Neuropathischer Schmerz
- Neurasthenie
- Polyneuropathie